# Bazilika Matere Usmiljenja, Maribor
Bazilika Matere Usmiljenja v Mariboru je ena izmed sedmih bazilik v Sloveniji in je župnijska cerkev Župnije Maribor - Sveta Marija ter domača cerkev Frančiškanskega samostana Maribor. Patrocinij se obhaja 25. januarja, glavni shod pa je 15. avgusta, na veliki šmaren.

## Zgodovina
Današnja cerkev s samostanom je bila grajena od leta 1892 do leta 1900 in stoji na mestu nekdanje kapucinske cerkve, zgrajene v letih 1613-1620 na željo mariborskega grofa Janeza Jakoba Khiesla (1565-1637), tedanjega lastnika mariborskega mestnega gradu. Leta 1784 je cesar Jožef II. kapucinski samostan razpustil, v prazno poslopje pa naselil minorite, saj je njihovo cerkev in samostan na Lentu namenil za potrebe vojske. Leta 1864 so cerkev, samostan in župnijo prevzeli frančiškani. Zaradi vedno večjega števila romarjev je postala cerkvica premajhna. Od nje se je ohranila le grobnica.
Graditelj nove cerkve je bil frančiškan pater Kalist Heric, načrte je izdelal dunajski arhitekt Richard Jordan (1847-1922), gradbeni mojster pa je bil Jožef Schmalzhofer z Dunaja. Cerkev so pričeli zidati leta 1893, naslednje leto je bila stavba v grobem zgrajena, Zvonika sta sledila leta 1895. Notranjost je bila urejena v naslednjih petih letih. Leta 1935 je bila deležna nekaj popravkov, ko so odprli slepe bifore na bazilikalnih stenah glavne ladje ter slepa okna v južni stranski ladji, na strehe stranskih ladij in nad meniški kor v prvem nadstropju samostana pa vgradili strešna okna. Na takšen način so dodatno osvetlili cerkveno notranjščino. Načrte je izdelal arhitekt Jože Plečnik (1872-1957), gradnjo pa sta vodila arhitekt Max Czeike (1879-1945) in njegov obratovodja Jože Požauko (1908-1995).
Stavba je troladijska bazilika, zgrajena v neoromanskem slogu. Dolga je 57,5 metrov, široka 24 metrov in visoka 17,5 metrov. Prezbiterij na severni strani obdaja kapela z oratorijem, na južni pa t. i. zgornja zakristija, nad katero je meniški oratorij. Ladja ima križnorebrast obok, prezbiterij pa banjastega, sklep prezbiterija pokriva polkupola z dekorativnimi rebri in sklepnikom. Ladje so med seboj ločene s slopi s polkrožnimi arkadami, v glavni ladji slope obdajajo tričetrtinski stebri z vegetabilnimi kapiteli.
Zunanjost je iz neometane temnordeče opeke, kombinirane s kamnitimi sivo-belimi stavbnimi členi. Fasado cerkve krasita dva mogočna 58 metrov visoka zvonika, ki se zaključita s šilasto streho in s 3 metre visokima pozlačenima križema. Leta 1895 so v zvonika namestili pet zvonov s skupno težo 8920 kilogramov (311 kg, 700 kg, 1300 kg, 2488 kg in 4121 kg) livarne Franz und Georg Goessner na Dunaju, ki pa jih je pobrala prva svetovna vojna. Ljubezen vernikov do Marijinega svetišča je leta 1924 ponovno darovala pet zvonov v skupni teži 7012 kilogramov (415 kg, 672 kg, 950 kg, 1610 kg in 3375 kg) livarne J&H Buhl, uglašenih na tone B° - d' - f' - g' - b', leta 1938 pa še en zvon s težo 5855 kilogramov v čast Materi Usmiljenja, ki je bil uglašen na ton G°. To je bil največji zvon v takratni Jugoslaviji. Tudi ti zvonovi so postali plen druge svetovne vojne, ostal je le najmanjši zvon. Ko je največji zvon iz zvonika počasi drsel na tla, se je od njega jokaje poslavljala množica ljudi. Ob stoletnici prvih zvonov leta 1995 pa so bili ponovno dvignjeni v zvonik trije novi zvonovi iz livarne Rudolfa Pernerja (Passau) s skupno težo 3700 kilogramov (716 kg, 1020 kg in 2014 kg), uglašeni na tone d' - f' - g'.
Cerkev ima tri vhode, ki so kamnoseško okrašeni. Najbogatejše je obdelan glavni portal z mozaikom v luneti, ki prikazuje Marijino oznanjenje. Na sedlu nad rozeto stoji pozlačena podoba Matere Usmiljenja z napisom: »Vsem, ki pobožno vstopijo in zaupno prosijo, bodi morska zvezda in v smrtni uri vrata nebeška, o Marija!«
Cerkev je 12. avgusta 1900 slovesno blagoslovil mariborski škof Mihael Napotnik ob navzočnosti številnih Mariborčanov in romarjev iz različnih krajev takratne Avstro-Ogrske.

### Bazilika
Šest let pozneje, 7. novembra 1906, je papež Pij X. povzdignil romarsko cerkev v manjšo baziliko, kar nam pove tudi grb na pročelju cerkve, ki ga je izklesal akademski kipar Viktor Gojkovič. To je bila prva bazilika na slovenskem ozemlju in ena prvih v takratni Avstro-Ogrski.
- Položitev temeljnega kamna za frančiškansko cerkev v Mariboru
- Frančiškanska cerkev med gradnjo
- Prevoz zvonov v novo frančiškansko cerkev v Mariboru na dan posvetitve nove cerkve
- Novi zvonovi za novo frančiškansko cerkev na železniški postaji v Mariboru
- Pater Kalist Heric, graditelj bazilike

## Notranjost in poslikava
Cerkev je troladijska bazilika in je bila prvotno v celoti poslikana po vzoru stenskega slikarstva iz 11. in 12. stoletja. Poslikala sta jo slikarja in dekoraterja Jožef Kott in Franc Pruzsinszky. Frančiškani so po drugi svetovni vojni cerkev prebelili, tako da je danes ohranjena le manjšina fresk. Mednje spada upodobitev na slavoloku, ki prikazuje Marijo, kraljico sveta, sedečo na prestolu z Jezusom v naročju. Obdana je z zborom angelov. Na banjastem stropu so ohranjeni medaljoni z Marijinimi predniki in prispodobe vzklikov iz Lavretanskih litanij:
- Prvo polje (od zadaj naprej): Abraham in Izak ter vzklika Posoda duhovna in Roža skrivnostna
- Drugo polje: David in Salomon ter vzklika Posoda vse svetosti in Posoda časti vredna
- Tretje polje: Asa in Ozej ter vzklika Stolp Davidov in Stolp slonokosteni
- Četrto polje: Ezekiel in Jozue ter vzklika Hiša zlata in Skrinja zaveze
- Peto polje: sveti Jakob in sveti Jožef ter vzklika Vrata nebeška in Zgodnja danica.

Na pevski empori so v medaljonih upodobljeni angeli v molitvi. Leta 2016 so bile restavrirane freske na sprednji nosilni steni kora. Stene prezbiterija so od leta 1965 poslikane s svetopisemskimi prizori, delom akademskega slikarja Staneta Kregarja. 

### Glavni oltar
Glavni oltar je najlepši in najdragocenejši okras celotne cerkve. Izdelan je iz 17 vrst marmorja. Nad oltarno mizo se dviga oltarni nastavek, katerega sredinska os je poudarjena, in sicer z lepo oblikovanim tabernakljem s kovinskimi dvokrilnimi vrati, na katerih sta upodobljeni črki Alfa in Omega ter prispodobe svete maše in evharistije. Prizori so izdelani v tehniki vloženega emajla ter so kopije slik iz Verdunskega oltarja (iz leta 1181). Nad tabernakljem se dviga baldahin s stekleno kupolo, pod njim stoji križ, nad njim pa je niša z milostno podobo Matere Usmiljenja. Na oltarnem podstavku so izdelani v tehniki torevtike simboli evangelistov. Oltar krasijo še kipi sv. Joahima in sv. Ane ter sv. Elizabete in sv. Zaharije, delo kiparja E. Kupowskega. Na vrhu oltarja stojijo štirje leseni pozlačeni kipi serafov z napisnimi trakovi v rokah (iz leve proti desni): »Marija, Mati milosti.«, »Marija, mati usmiljenja.«, »Obvaruj nas hudega!«, »Sprejmi nas ob smrtni uri!«.

#### Milostna podoba Matere Usmiljenja
Zgodovina te podobe se prične leta 1746, ko je grofica J. F. Stubenberg, rojena Khünburg, prosila takratnega župnika v Slovenskih Konjicah za močno poškodovani Marijin kip. Z velikim veseljem ga je sprejela ter odnesla v Gradec k slikarju Wigelsfölsu na obnovitev. Tu se je v restavratorski delavnici zgodil prvi čudež ozdravitve. Eno leto je kip stal v grajski kapeli v Freibüchlu pri Wildonu. Zaradi številnih uslišanj so romarji poimenovali kip »Mati Usmiljenja«. Grofica se je s težkim srcem odločila in kip predala leta 1747 ljudem v čaščenje k minoritom v Maribor.
Mariborčani so jo zaradi številnih uslišanj proglasili za zavetnico Maribora. Cesar Jožef II. je dal ukaz, da se Minoritska cerkev ob Dravi zapre in da se kapucini preselijo v Marijino cerkev (predhodnico bazilike). Leta 1864 so cerkev s samostanom prevzeli frančiškani in jo upravljajo še danes.

### Stranski oltarji
Cerkev ima sedem stranskih oltarjev. V levi stranski ladji: oltar sv. Križa, oltar Srca Jezusovega s kipoma Marijinega Srca in svetega Jožefa, na zaključni strani ob prezbiteriju pa oltar sv. Filomene, ki stoji v osrednji niši, ob njej pa kipa sv. Barbare in sv. Neže. V desni stranski ladji: oltar svetega Frančiška Asiškega s sv. Rokom in sv. Florjanom, oltar Lurške Matere Božje in na zaključku ladje oltar svetega Antona Padovanskega, v desni niši stoji kip sv. Ludvika v levi pa sv. Blaža. Na desni strani ob prezbiteriju je stranska kapela z oltarjem Naše ljube Gospe presvetega Srca Jezusovega.

### Prižnica
Kakor celotna stavba in njena oprema je tudi prižnica izdelana po načrtih arhitekta Jordana. Prižnica stoji na osrednjem močnejšem stebru, ki je obdan s šestimi vitkimi marmornimi stebrički. Na marmorni ograji so doprsni reliefi štirih velikih cerkvenih očetov Zahodne cerkve: svetega Gregorja Velikega, sv. Avguština, sv. Ambroža in sv. Hieronima. Na strehi prižnice je kip sv. Janeza Krstnika s križem v rokah, okoli katerega se ovija trak z napisom: »Glejte Jagnje božje, ki odjemlje grehe sveta!«

### Vitraži
Skoraj vsa barvna okna so bila med drugo svetovno vojno uničena, razen rozete na severni strani cerkve. Po letu 1960 so bili izdelani za prezbiterij trije novi vitraži po osnutkih slikarja Staneta Kregarja in dva po osnutku Pavla Sušiloviča, ki je izdelal tudi barvno okno nad glavnim vhodom.

### Orgle
Leta 1900 je cerkev dobila orgle, ki jih je izdelal mariborski orgelski mojster Jožef Brandl. Leta 1992 so bile obnovljene in povečane.

### Stranska kapela
Na desni strani prezbiterija je stranska kapela, v kateri je dnevno izpostavljeno Najsvetejše za čaščenje in molitev.

### Kripta
Kripta se nahaja pod prezbiterijem. Dostop do nje je iz zunanjega samostanskega dvorišča. V njej so našli svoj počitek mariborski grofje Khiesel in Brandis, patri kapucini (tudi Kalist Heric), ki so ljudem pomagali v času kuge, mariborski škofje, med njimi Anton Martin Slomšek (kasneje prestavljen v stolnico) in njegova naslednika Jakob Stepišnik in Mihael Napotnik. Danes je nedostopna.
- Glavni oltar
- Milostna podoba Matere Usmiljenja
- Doprsni relief svetega Ambroža na prižnici
- Pevska empora z orglami
- Cerkveni portal glavnega vhoda